# Caenacis lauta
Caenacis lauta är en stekelart som först beskrevs av Walker 1835.  Caenacis lauta ingår i släktet Caenacis och familjen puppglanssteklar. Arten är reproducerande i Sverige. Inga underarter finns listade.